# Tommy Tiernan
Tomás Mac Tiarnáin, più noto come Tommy Tiernan (Carndonagh, 16 giugno 1969), è un comico, attore, sceneggiatore e cabarettista irlandese.
È noto per presentare il The Tommy and Hector Show sull'emittente radiofonica i102-104FM assieme al cabarettista Hector Ó hEochagáin. Sebbene il suo modello comico fin dagli inizi fosse Lenny Bruce, Tiernan ammette che con i suoi sketch, a differenza di quest'ultimo, non intende "veicolare un messaggio" e che il suo senso dell'umorismo sia controverso, sebbene affermi che si basa sull'istinto, negando che vi sia alcuna malizia o cattiveria.

## Biografia

### Primi anni
Tommy Tiernan è nato a Carndonagh, nella contea di Donegal. Suo padre è originario della contea di Kerry mentre la madre della contea di Limerick, da bambino si trasferisce assieme alla sua famiglia vivendo per un certo periodo in Zambia e a Londra. Ha frequentato la St Patrick's Classical School di Navan, un ex-seminario cattolico romano nella Contea di Meath, assieme a Hector Ó hochagáin e Dylan Moran.
Successivamente ha frequentato il Garbally College, a Ballinasloe, nella contea di Galway.

### Carriera
Tiernan è apparso più volte in The Late Late Show e al David Letterman Show, nonché al Michael McIntyre Comedy Roadshow, al Lee Mack Show, al DAVE's One Night Stand e all'IQ, unendosi anche a Eddie Izzard e Ross Noble in Laughs in the Park.
Nel 1998 diviene celebre al grande pubblico con l'interpretazione di un prete con tendenze suicide nell'ultimo episodio di Father Ted, mentre l'anno successivo ottiene il ruolo principale nella sitcom Small Potatoes, che dura due stagioni per un totale di 13 episodi terminando nel 2001.
Ai primi del 2008, Tiernan e Hector Ó hEochagáin hanno esordito come duo radiofonico con The Tommy and Hector Show su i102-104FM dopo aver accennato il loro desiderio di fare un programma alla radio, mesi prima su The Late Late Show. Parlando del progetto, Tiernan ha dichiarato: «ho sempre voluto divertirmi alla radio. Quale modo migliore che fare uno spettacolo con il mio migliore amico». Dopo il successo ottenuto su iRadio Northwest, lo show è stato trasferito nella slot nazionale di sabato 10:00-12:00 su 2FM.
Nel 2009, Tiernan ha stabilito il Guinness dei primati per la più lunga stand-up comedy mai tenuta da un individuo, raggiungendo 36 ore e 15 minuti a Nuns Island, Galway (12 aprile 2009). Più avanti in quello stesso anno il record è stato superato dall'australiana Lindsay Webb e, il 23 settembre 2010, dall'americano Bob Marley Jr., che lo porta a 40 ore.
Nel 2013, Tiernan si è esibito a Vicar St, Dublino, per il suo duecentesimo spettacolo, davanti a un pubblico di 1.000 persone. Sono in commercio otto DVD dei suoi spettacoli di stand-up comedy: Tommy Tiernan Live, Cracked, Loose, Jokerman, Ok Baby, Bovinity, Crooked Man e Stray Sod.
Il 5 gennaio 2017, su RTÉ One Tiernan ha debuttato col primo episodio di The Tommy Tiernan Show, mentre nel 2018 ottiene il ruolo di Gerry Quinn, il padre della protagonista nella sitcom di Channel 4 Derry Girls, che diviene un successo di pubblico e critica.
Da settembre 2020 è conduttore del Tommy and Hector Podcast with Laurita Blewitt.

## Controversie

### Sindrome di Down
Nel 2007, alcune famiglie di persone affette da sindrome di Down si sono lamentate di un suo spettacoli contenente sketch sulle persone con la suddetta malattia. Ciò ha suscitato una certa sorpresa in alcune famiglie, dato che Tiernan ha corso una maratona a sostegno della sindrome di Down in Irlanda.

### The Late Late Show(2008)
Un'apparizione di Tiernan al Late Late Show nel 2008 ha fatto sollevare numerose lamentele riguardo alle sue battute su un utilizzatore di metadone, gli accenti degli immigrati esteuropei, l'acquisto di una moto da un motociclista invalido e l'idea di un film su degli astronauti viaggiatori irlandesi gay che cercano una cura per l'omosessualità; otto di tali proteste sono state confermate dalla Commissione per i reclami sulla radiodiffusione. 
Le precedenti apparizioni, in gran parte prive di richiami, includevano un riferimento comico alla sproporzionata reazione americana all'11 settembre e un lungo sketch sull'atteggiamento di indifferenza israeliano nei confronti delle critiche straniere alle occupazioni israeliane delle terre circostanti.

### Commenti sull'Olocausto
Nel settembre 2009, mentre partecipava a una sessione pubblica di domande e risposte pre-esibizione all'Electric Picnic nella contea di Laois, Tiernan ha risposto a una domanda sull'antisemitismo facendo commenti sull'Olocausto, sugli ebrei e sulla morte di Cristo mentre era intervistato da Olaf Tyaransen. Stava rispondendo a un membro del pubblico che gli aveva chiesto se fosse mai stato accusato di antisemitismo e, dopo aver dichiarato che un comico non dovrebbe essere preso ad esempio per correttezza politica, affermò: «Questi ebrei, queste fottute fichette di ebrei se ne vengono da me. Fottuti bastardi assassini di Cristo. Cazzo sei milioni? Ne avrei presi 10 o 12 milioni. Nessun fottuto problema! Cazzo.» In seguito ha puntualizzato in diverse interviste che il suo scopo era mostrare come le parole di qualcuno possono essere facilmente estratte dal contesto quando viene citato solo un piccolo segmento di un dialogo. 
La reazione del pubblico è stata criticata da Alan Shatter come "deludente" dichiarando: «considererei particolarmente triste che le persone trovino quel tipo di sfogo in qualche modo divertente». Lo stesso Tiernan ha rilasciato una dichiarazione affermando che non aveva intenzione di offendere e che le sue parole sono state portate fuori dal contesto. Dichiarò poi che i commenti facevano parte del tentativo di spiegare la sua convinzione che i comici hanno il dovere di essere irresponsabili e sconsiderati, così da consentire a "qualunque follia dentro di te di uscire" e che non dovrebbero mai essere considerati fuori dal contesto, aggiungendo che le dichiarazioni che avevano causato polemiche erano state precedute da una dichiarazione che non prendeva sul serio il discorso.
L'arcivescovo Diarmuid Martin ha criticato le osservazioni, descrivendole come «offensive per la comunità ebraica e per tutti coloro che provano repulsione sull'Olocausto, uno degli eventi più orribili della storia umana. Posso solo denigrare i commenti come insensibili e dolorosi nei confronti della sofferenza delle vittime e per un ricordo sacro». Holocaust Education Trust Ireland ha condannato le dichiarazioni di Tiernan come "spaventose", mentre il leader del Partito Laburista Ruairi Quinn ha dichiarato che «sotto gli occhi del pubblico, chiunque deve assumersi la responsabilità dei suoi commenti razzisti. Siamo ugualmente preoccupati per il rapporto sulla reazione del pubblico, che sembra aver appoggiato, sostenuto e apprezzato il suo commento. Speriamo che il pubblico irlandese sceglierà di stare lontano da questo intrattenimento "razzista" in futuro». Il Trust ha anche detto che «condanna totalmente lo sfogo antisemita di Tiernan e lo invita a ripudiarlo completamente e scusarsi senza riserve per i commenti che ha fatto sull'Olocausto e sugli ebrei» sottolineando che «questo incidente evidenzia la necessità e la pertinenza del ruolo dell'educazione all'Olocausto al fine di educare e informare le persone in Irlanda sull'Olocausto, l'intolleranza e l'antisemitismo».
Il regista Louis Lentin ha dichiarato che a Tiernan dovrebbe essere negato il visto per i suoi spettacoli negli Stati Uniti ad ottobre. Lentin ha definito i commenti all'Electric Picnic di Tiernan come "vergognosi" e "straordinariamente razzisti" dichiarando che «non si rende conto di ciò che ha detto. Non si rende conto della serietà della cosa. Non puoi fare una battuta sull'Olocausto e dire che si tratta di una battuta non è sufficiente a renderlo divertente o accettabile».
Il rabbino Robert Alper, a sua volta un comico, ha affermato che la dichiarazione di Tiernan sull'argomento erano un tentativo di liberarsi dalla situazione. Il rabbino Alper ha anche dichiarato in merito alla dichiarazione di Tiernan secondo cui i comici hanno il dovere di essere irresponsabili: «per me è davvero stupido. Non penso che i comici dovrebbero essere sconsiderati o irresponsabili. I comici dovrebbero essere preoccupati per i sentimenti degli altri esseri umani. È doloroso. I comici (in America) non fanno cose antisemite. Raramente ne ho sentito parlare. Ci sono molti comici insipidi là fuori ma nessuno di loro sceglie di attaccare un gruppo di persone». Ha inoltre affermato di non considerare la dichiarazione di Tiernan come una scusa, suggerendo che avrebbe dovuto dire "mi dispiace".
Niall Stokes, redattore della rivista Hot Press, in seguito disse: «interpretarlo come antisemitismo, è estremamente sbagliato. Per come lo vedo, è satirizzante contro l'antisemitismo, pur sottolineando un punto più generale che tutti dovremmo essere in grado di ridere di noi stessi» mentre Olaf Tyaransen ha scritto che né lui né Tommy Tiernan avevano anticipato la successiva risposta ai commenti senza riserve fatti dal comico, durante un'intervista pomeridiana ospitata dalla rivista Hot Press all'Electric Picnic. Tyaransen ha affermato che l'ultima domanda posta dall'aula in merito a una accanita accusa di antisemitismo ha portato ai commenti in questione e parte della risposta di Tiernan ha raccontato le critiche al suo sketch da parte di una coppia ebrea dopo uno spettacolo a New York, ha inoltre dichiarato che le affermazioni di Tiernan sono state portate fuori dal loro contesto e che ha ritenuto il monologo del comico "molto divertente", come ha detto nello show RTÉ Radio 1 di Marian Finucane il 26 settembre 2009.

## Vita privata
Il 9 agosto 2009, con una cerimonia tenutasi nella contea di Monaghan Tiernan ha sposato la sua manager e partner di lunga data Yvonne, dopo sei figli ed una relazione durata dal dicembre 2002.

## Filmografia

### Attore

#### Cinema
- Angela Mooney Dies Again, regia di John Boorman (1996)
- The Very Stuff, regia di John Boorman - cortometraggio (1997)
- Amori e imbrogli (The Matchmaker), regia di Janeane Garofalo (1997)
- Prima che arrivi l'alba (Hold Back the Night), regia di Phil Davis (1999)
- About Adam, regia di Gerard Stembridge (2000)
- The Riblok Foundation, regia di Chris Roche (2001)
- Bumble's Burden, regia di Vanessa Fielding - cortometraggio (2005)
- Dark Lies the Island, regia di Ian Fitzgibbon (2019)

#### Televisione
- Father Ted - serie TV, episodio 3x08 (1998)
- Creche Landing, regia di John O'Driscoll - film TV (1998)
- Small Potatoes - serie TV, 13 episodi (1999-2001)
- Tommy Tiernan: Crooked Man, regia di Tommy Tiernan - film TV (2011)
- Little Crackers - serie TV, episodio 3x03 (2012)
- The Tommy Tiernan Show - serie TV, 18 episodi (2017-in corso)
- Derry Girls – serie TV, 19 episodi (2018-2022)
- Hardy Bucks - serie TV, episodio 4x04 (2018)
- Dave Allen at Peace, regia di Andy De Emmony - film TV (2018)
- Conversations with Friends - serie TV, 3 episodi (2022)

### Doppiatore
- An Béal Bocht - The Poor Mouth - cortometraggio (2018)
- Captain Morten and the Spider Queen - film TV (2018)

## Videografia
- Galway Girl, videoclip del singolo di Ed Sheeran (2017)

## Riconoscimenti
- IFTA Gala Television Awards
  - 2018 – Candidatura come miglior performance maschile per Derry Girls[21]

## Doppiatori italiani
- Fabrizio Vidale in About Adam